# Skomoroschky
Skomoroschky (ukrainisch Скоморошки; russisch Скоморошки Skomoroschki, polnisch Skomoroszki) ist ein Dorf im Osten der ukrainischen Oblast Winnyzja mit etwa 1400 Einwohnern (2001).

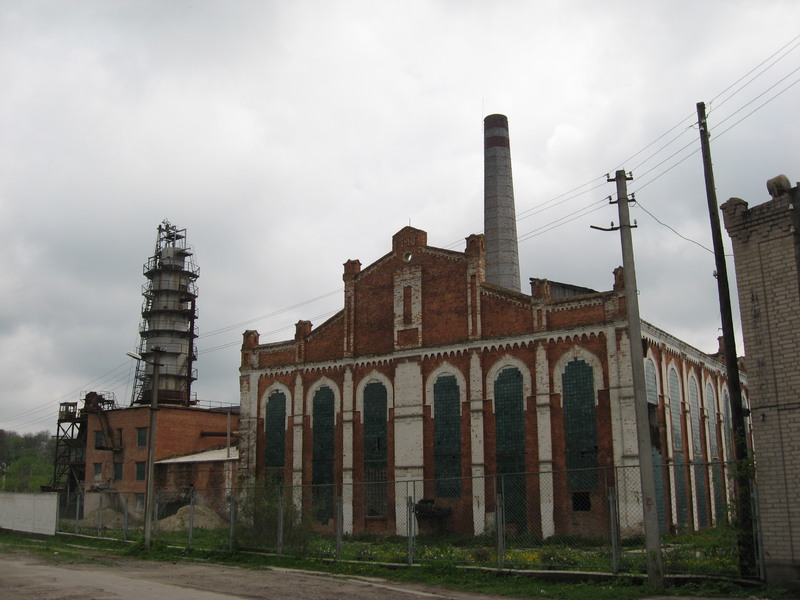
Zuckerfabrik im Dorf

In dem im 18. Jahrhundert erstmals schriftlich erwähnten Dorf, das historisch und ethnografisch zur Region Podolien zählt, wurde 1860 eine erste Zuckerfabrik errichtet. In den 1970er Jahren gehörte das Dorf zum Rajon Pohrebyschtsche.
Die Ortschaft liegt auf einer Höhe von 244 m am Ufer der Roska (Роська), einem 73 km langen, rechten Nebenfluss des Ros, 20 km nördlich vom ehemaligen Rajonzentrum Oratiw, 30 km südöstlich von Pohrebyschtsche und 80 km östlich vom Oblastzentrum Winnyzja. 
Durch das Dorf verläuft die Territorialstraße T–02–23.
Am 12. Juni 2020 wurde das Dorf ein Teil der neugegründeten Siedlungsgemeinde Oratiw, bis dahin bildete es zusammen mit den Dörfern Werbiwka (Вербівка) und Kamjanohirka (Кам’яногірка) die gleichnamige Landratsgemeinde Skomoroschky (Скоморошківська сільська рада/Skoromoschkiwska silska rada) im Norden des Rajons Oratiw.
Am 17. Juli 2020 kam es im Zuge einer großen Rajonsreform zum Anschluss des Rajonsgebietes an den Rajon Winnyzja.